# Jeff Hartwig
Jeff Hartwig (* 25. September 1967 in St. Louis, Missouri) ist ein ehemaliger US-amerikanischer Leichtathlet.
Der Stabhochspringer Jeff Hartwig kann auf eine erstaunlich lange Karriere zurückblicken. Von 1988 bis 2007 konnte er jedes Jahr die 5-Meter-Marke überspringen. 1998 war er der erste US-Amerikaner, der die 6-Meter-Marke übertraf. Seine Bestleistung steht seit 2000 bei 6,03 Meter.
Seinen größten internationalen Erfolg konnte er mit der Silbermedaille bei den Hallenweltmeisterschaften 1999 feiern. Bei den Olympischen Spielen 1996 in Atlanta belegte er den 11. Platz. Im Jahr 2000 scheiterte er als Weltjahresbester bei den US-Trials für die Olympischen Spiele mit einem Salto Nullo. Im Jahr 2008 beendete Hartwig seine lange Karriere als Stabhochspringer. Für die Olympischen Spiele in Peking konnte er sich noch einmal qualifizieren, erreichte mit 5,55 Meter aber nicht das Finale. Seinen letzten Wettkampf absolvierte er am 24. September 2008 beim Domspringen in Aachen.
Bei einer Körpergröße von 1,90 m betrug sein Wettkampfgewicht 82 kg.